# Chiến tranh Mali
Xung đột miền Bắc Mali, Nội chiến Mali hay Chiến tranh Mali đề cập đến các cuộc xung đột vũ trang bắt đầu từ tháng 1 năm 2012 giữa miền bắc và miền nam của Mali ở châu Phi. Vào ngày 16 tháng 1 năm 2012, một số nhóm nổi dậy đã bắt đầu chiến đấu chống lại chính quyền Mali để giành độc lập hoặc tự trị lớn hơn cho miền bắc Mali, một khu vực ở phía bắc Mali mà họ gọi là Azawad. Phong trào Dân tộc Giải phóng Azaward (MNLA), một tổ chức đấu tranh để biến khu vực này của Mali thành một quê hương độc lập cho người Tuareg, đã nắm quyền kiểm soát khu vực này vào tháng 4 năm 2012.
Vào ngày 22 tháng 3 năm 2012, Tổng thống Amadou Toumani Touré đã bị lật đổ trong một cuộc đảo chính về việc xử lý khủng hoảng, một tháng trước khi một cuộc bầu cử tổng thống đã diễn ra. Những người lính nổi loạn, tự gọi mình là Ủy ban Quốc gia về Phục hồi Dân chủ và Nhà nước (CNRDR), nắm quyền kiểm soát và đình chỉ hiến pháp của Mali. Hậu quả của sự bất ổn sau cuộc đảo chính, ba thành phố lớn nhất miền bắc của Mali là Kidal, Gao và Timbuktu đã bị phiến quân tràn ngập trong ba ngày liên tiếp. Vào ngày 5 tháng 4 năm 2012, sau khi Douentza bị bắt, MNLA nói rằng họ đã hoàn thành mục tiêu và ngừng tấn công. Ngày hôm sau, nó tuyên bố độc lập của miền bắc Mali khỏi phần còn lại của đất nước, đổi tên thành Azawad.
Ban đầu, MNLA được hỗ trợ bởi nhóm Hồi giáo Ansar Dine. Sau khi quân đội Mali bị đuổi khỏi miền bắc Mali, Ansar Dine và một số nhóm Hồi giáo nhỏ hơn bắt đầu áp đặt luật Sharia nghiêm ngặt. Người MNLA và Hồi giáo đấu tranh để hòa giải tầm nhìn mâu thuẫn của họ cho một nhà nước mới dự định. Sau đó, MNLA bắt đầu chiến đấu chống lại Ansar Dine và các nhóm Hồi giáo khác, bao gồm Phong trào vì sự Đồng nhất và Jihad ở Tây Phi (MOJWA / MUJAO), một nhóm lách luật của Al-Qaeda ở Maghreb Hồi giáo. Đến ngày 17 tháng 7 năm 2012, MNLA đã mất quyền kiểm soát hầu hết các thành phố phía bắc của Mali cho người Hồi giáo.
Chính phủ Mali yêu cầu sự giúp đỡ của quân đội nước ngoài để chiếm lại miền bắc. Vào ngày 11 tháng 1 năm 2013, quân đội Pháp bắt đầu các hoạt động chống lại Hồi giáo. Lực lượng từ các quốc gia khác thuộc Liên minh châu Phi đã được triển khai ngay sau đó. Đến ngày 8 tháng 2, lãnh thổ do Hồi giáo nắm giữ đã được quân đội Mali chiếm lại, với sự giúp đỡ của liên minh quốc tế. Những kẻ ly khai Tuareg cũng tiếp tục chiến đấu với những người Hồi giáo, mặc dù MNLA cũng bị cáo buộc thực hiện các cuộc tấn công chống lại quân đội Mali.
Một thỏa thuận hòa bình giữa chính phủ và phiến quân Tuareg đã được ký kết vào ngày 18 tháng 6 năm 2013 nhưng vào ngày 26 tháng 9 năm 2013, phiến quân đã rút khỏi thỏa thuận hòa bình và tuyên bố rằng chính phủ đã không tôn trọng các cam kết của mình đối với thỏa thuận ngừng bắn. Giao tranh vẫn đang tiếp diễn mặc dù các lực lượng Pháp đã lên kế hoạch rút quân. Một thỏa thuận ngừng bắn đã được ký kết vào ngày 19 tháng 2 năm 2015 tại Algiers, Algeria, nhưng các cuộc tấn công khủng bố lẻ tẻ vẫn xảy ra. 
Cuộc xung đột này chính thức kết thúc bằng việc ký kết hiệp định hòa bình ở thủ đô vào ngày 15 tháng 4 năm 2015. 

## Sách
- Comolli, Virginia (2015). Boko Haram: Nigeria's Islamist Insurgency. Luân Đôn: Nhà xuất bản Đại học Oxford.